# کاوی
کاوی یک شهرداری فنلاندی زبان در منطقه ساوونیای شمالی در فنلاند است. است. کاوی همچنین بخشی از کارلیای تاریخی است.
این شهرداری ۲٬۷۷۸ نفر جمعیت دارد و مساحت آن ۷۸۹٫۵۹ کیلومتر مربع (۳۰۴٫۸۶ مایل مربع) است که ۶۷۴٫۱ کیلومتر مربع (۲۶۰٫۳ مایل مربع) آن آب است. تراکم جمعیت ۴٫۸ ساکن در هر کیلومتر مربع (۱۲ ساکن در هر مایل مربع) است.